# Microtus bavaricus
Microtus bavaricus és una espècie de talpó molt escassa que es troba als Alps del Tirol i es considera extinta a Baviera.
És una mica més gros que Microtus subterraneus, amb una longitud sense cua de 88-106 mm, una cua de 32-44 mm, i un pes total de 18 a 28 grams. El pelatge és d'un marró grogós gairebé oculta les orelles.
És molt semblant a les espècies properes Microtus multiplex i Microtus liechtensteini de les que només es pot distingir amb una anàlisi genètica o amb un estudi detallat de mesures dentals i cranials. De fet, aquestes tres espècies, que viuen en diferents parts dels Alps, no se separaren fins que la darrera glaciació dividí la seva àrea de distribució en tres.
Es descobrí el 1962 a Baviera prop de Garmisch-Partenkirchen, i no es tornà a veure més fins al 1976 al Tirol del Nord (tot i que aquesta població no s'assignà a l'espècie fins a l'any 2000), de manera que durant uns anys l'espècie s'havia tingut per extingida. Actualment es considera que viu en una única localització tirolesa, ja que les recerques intensives en altres llocs no han donat resultat.